# Едіт Фаркаш
Едіт Фаркаш (угор. Farkas Edith; нар. 13 жовтня 1921, Сентґоттгард, Угорщина — пом. 3 лютого 1993, Веллінгтон, Нова Зеландія) — новозелландська дослідниця Антарктики угорського походження, метеоролог. Відома тим, що була першою угоркою та першою працівницею Метеорологічної служби Нової Зеландії, яка побувала на Антарктиці. Очолювала світове дослідження озону більш, як 30 років.

## Ранні роки
Народилась Едіт Фаркаш 13 жовтня 1921 року в Сентґоттгарді, Угорщина. Там же навчалась у школі, а згодом і в Дьорі. 1939 року поступила до університету, який закінчила 1944 року з дипломом вчителя математики та фізики. 1949 року емігрувала до Нової Зеландії, як біженець. Там 1952 року отримала звання магістра у Веллінгтонському університеті королеви Вікторії.

## Кар'єра
Фаркаш працювала метеорологом та дослідником озонового шару. Як метеоролог почала свою діяльність в 1951 році у відділі Досліджень Метеорологічної служби Нової Зеландії та пропрацювала там 35 років.
Фаркаш спостерігала за озоном з 1950-х років і до виходу на пенсію в 1986 році, очолюючи його дослідження. Протягом 60-х років вона перелаштувалась на дослідження атмосферного озону, включаючи вимірювання тотального озону. Вона увійшла до невеликої міжнародної групи вчених, які вивчали атмосферу та озоновий шар. Її роботи зробили вагомий внесок у віднайденні озонової діри. Її інтерес до вивчення концентрації озону в атмосфері дозволив використатити її результати досліджень екологами для вивчення причин і наслідків забруднення навколишнього середовища, а також вимірювати турбулентність.
1975 року Фаркаш стала першою угорською жінкою та першою жінкою Метеорологічної служби Нової Зеландії, яка побувала в Антарктиці. Її щоденники Другої світової війни були видані у формі книги «Файли Фаркаш».

## Смерть та пам'ять
1986 року, вийшовши на пенсію, Фаркаш стала першою жінкою з Метеорологічної служби Нової Зеландії, яка стала лауреатом премії Генрі Гілла. Вона отримала особливе визнання на симпозіумі чотирьохріччя в Німеччині в 1988 році за 30-річну роботу з вивчення озонового шару. Фаркаш віддала багато своїх речей пов'язаних з професійною діяльністю музею Фаркаш, включаючи зразки каміння з Антарктики, фотографії та публікації.
Померла 3 лютого 1993 року у Веллінгтоні внаслідок раку кісток.